# Кьензянг (футбольный клуб)
«Кьензянг» (вьет. Kiên Giang) — вьетнамский футбольный клуб, представляющий город Ратьзя и провинцию Кьензянг. Выступал в V-лиге.
Команда была создана в 1998 году и первоначально выступала на любительском уровне. В 2005 году команда дебютировала во Втором дивизионе. В 2010 году «Кьензянг» одержал победу в этом турнире. Следующий сезон принёс второе место в Первом дивизионе и путёвку в V-лигу. Владельцем клуба являлся  «Кьенлонгбанк». В 2013 клуб приостановил деятельность.

## Достижения
- Первый дивизион:

2-е место в 2011
- Второй дивизион:

Победитель в 2010

## Известные игроки
- Ганью Осени